# Lilium wallichianum var. neilgherrense
Lilium wallichianum var. neilgherrense ist eine Varietät von Lilium wallichianum aus der Gattung der Lilien (Lilium) in der Trompetenlilien-Sektion. Sie wurde zeitweise als eigene Art Lilium neilgherrense eingestuft.

## Beschreibung
Lilium wallichianum var. neilgherrense erreicht eine Wuchshöhe bis zu 90 Zentimetern. Die Zwiebeln sind rundlich und haben einen Durchmesser von bis zu 10 Zentimetern. Der Stängel ist hart und gerade und wandert unterirdisch vor dem Austreiben, er bildet Tochterzwiebeln aus. Die Laubblätter sind dunkelgrün, linear und um den Stängel verteilt. Die Blattadern liegen an der Blattunterseite und tragen winzige Dornen.
Die Pflanze blüht in August und September mit bis zu drei waagerechten, trompetenförmigen Blüten, die 18 bis 25 Zentimeter lang sind. Die zwittrigen Blüten sind dreizählig. Die sechs gleichgestalteten Blütenhüllblätter (Tepalen) sind zurückgebogen. Die Farbe der Blüten ist außen cremeweiß und variiert zu grünlich zur inneren Basis hin, der Schlund ist gelb. Die Nektarien sind grün. Je Blüte gibt es drei Fruchtblätter und sechs Staubblätter. die Antheren und Pollen sind hellorange. Die Samen reifen von Oktober bis November und keimen sofortig-epigäisch in einer kalten Periode. Die Keimung dauert zwischen zwei und vier Wochen.

## Verbreitung/Gefährdung
Die Pflanze ist in Zentralnepal sowie im Süden Indiens in den Nilgiris, den Pulney- und Kardamombergen auf 1830 bis 2600 m Höhe endemisch, damit ist sie die am weitesten südlich verbreitete Lilienart überhaupt. Lilium wallichianum var. neilgherrense braucht einen lehmigen, humusreichen Boden, häufig findet man sie in offenen Nadelwäldern.
Lilium wallichianum var. neilgherrense ist sehr selten. Das WCMC (UNEP World Conservation Monitoring Centre) stuft die Gefährdung von Lilium wallichianum var. neilgherrense im indischen Bundesstaat Karnataka, als Typ I (sehr gefährdet) ein.